# Peter Sternad
Peter Sternad, född 8 februari 1946, död 22 november 2022, var en friidrottare från Österrike. Han deltog vid olympiska sommarspelen 1972 och olympiska sommarspelen 1976.